# Кыйлудское (сельское поселение)
Кыйлудское — упразднённое муниципальное образование со статусом сельского поселения в составе Увинского района Удмуртии.
Административный центр — село Кыйлуд.
Образовано в 2005 году в результате реформы местного самоуправления.
Законом Удмуртской Республики от 17.05.2021 № 48-РЗ к 30 мая 2021 года упразднено в связи с преобразованием муниципального района в муниципальный округ.

## Географические данные
Находится на востоке района, граничит:
- на юге с Нылгинским и Красносельским сельскими поселениями
- на западе с Чистостемским сельским поселением
- на севере с Каркалайским и Чистостемским сельскими поселениями
- на востоке с Завьяловским районом

По границам поселения протекают реки Нылга и её приток Нырсевайка.

## Население
| 2010  | 2012  | 2013  | 2014  | 2015  | 2016  | 2017  |
| ----- | ----- | ----- | ----- | ----- | ----- | ----- |
| 1337  | ↘1278 | ↘1226 | ↘1201 | ↘1191 | ↘1152 | ↘1127 |
| 2018  | 2019  | 2020  |       |       |       |       |
| ↘1105 | ↘1067 | ↘1039 |       |       |       |       |

## Населенные пункты
| Название     | Тип населённого пункта       | Население 2007 год | Почтовый индекс | ОКАТО       |
| ------------ | ---------------------------- | ------------------ | --------------- | ----------- |
| Кыйлуд       | Село, административный центр | 820                | 427243          | 94244825001 |
| Вишур        | Село                         | 502                | 427244          | 94244825008 |
| Гай          | Деревня                      | 24                 | 427243          | 94244825002 |
| Новый Кыйлуд | Деревня                      | 71                 | 427243          | 94244825006 |
| Сяртчигурт   | Деревня                      | 229                | 427243          | 94244825007 |

## Экономика
- СПК «Колхоз им. Ленина»

## Объекты социальной сферы
- МОУ «Кыйлудская средняя общеобразовательная школа»
- МОУ «Вишурская основная общеобразовательная школа»
- МОУ «Сяртчигуртская школа-сад»
- МДОУ «Кыйлудский детский сад»
- 2 библиотеки
- 3 фельдшерско-акушерских пункта
- клуб
- социально-реабилитационный центр